# Chirita brunnea
Chirita brunnea är en tvåhjärtbladig växtart som beskrevs av Wen Tsai Wang. Chirita brunnea ingår i släktet Chirita och familjen Gesneriaceae. Inga underarter finns listade i Catalogue of Life.